# Saint-Maclou-la-Brière
Saint-Maclou-la-Brière é uma comuna francesa na região administrativa da Normandia, no departamento de Sena Marítimo. Estende-se por uma área de 4,96 km². Em 2010 a comuna tinha 476 habitantes (densidade: 96 hab./km²).